# Potamonautes paecilei
Potamonautes paecilei is een krabbensoort uit de familie van de Potamonautidae. De wetenschappelijke naam van de soort werd in 1886 voor het eerst geldig gepubliceerd door Alphonse Milne-Edwards.